# مقاطعة شيلبي (ألاباما)
مقاطعة شيلبي (بالإنجليزية: Shelby County, Alabama)‏ هي إحدى مقاطعات ولاية ألاباما في الولايات المتحدة. تأسست سنة 1818، بلغ عدد سكانها 195085 نسمة في عام 2010 حسب إحصاء مكتب تعداد الولايات المتحدة وتصل الكثافة السكانية فيها 94.7 نسمة/كم2.

## أعلام
- كاثي أودونيل
- لويس إي. سوير
- أميه بيث ديكنسون
- ويليام جوزيف سيمونز

## وصلات خارجية
- www.shelbycountyalabama.com